# 長居公園
長居公園（ながいこうえん）は、大阪府大阪市東住吉区にある都市公園（運動公園） 。
公園区域のみで単独の街区「長居公園」（郵便番号 546-0034）を形成する。

## 概要
1928年（昭和3年）5月29日に、大阪市が住吉区東長居町の一帯66.12haを「臨南寺公園」（りんなんじこうえん）として造営計画を決定。ちなみに「臨南寺」は東長居町に存在した曹洞宗の寺院で、現在も園内の一角に寺院が存在する。1934年（昭和9年）に「長居公園」に改称後、1944年（昭和19年）4月1日に開園した。
太平洋戦争後の1948年（昭和23年）には園内に市営競馬場として「大阪競馬場」が開場、1950年（昭和25年）には市営競輪場として「大阪中央競輪場」が開場した。しかし大阪競馬場は開場から11年後の1959年（昭和34年）に閉場、大阪中央競輪場もその3年後の1962年（昭和37年）に閉場した。
その後長居公園は本格的な運動公園としての整備を開始。競輪場跡に長居陸上競技場が完成したのを皮切りに、複数のスポーツ施設・文化施設が整備され、1993年（平成5年）の長居第2陸上競技場の完成をもって整備完了となった。
2009年（平成21年）から2021年（令和3年）までは公園内の施設全体の指定管理者制度が導入され、2009年（平成21年）度から2015年（平成27年）度までは（財）大阪市スポーツ・みどり振興協会、美津濃（株）、三菱電機ビルテクノサービス（株）で構成される「長居公園スポーツ・みどり振興グループ」 が、2016年（平成28年）度から2020年（令和2年）度は（一財）セレッソ大阪スポーツクラブ、（一財）大阪スポーツみどり財団、（株）NTTファシリティーズ、関西ユニベール（株）、シンコースポーツ（株）、モリタスポーツ・サービス（株）、タイムズ24（株）で構成される「長居公園スポーツの森プロジェクトグループ」 が管理運営を行った。
2021年（令和3年）度の契約更新に当たっては、長居公園全体を含む9施設（長居公園、長居陸上競技場、長居第2陸上競技場、長居運動場、長居庭球場、長居相撲場、長居植物園、市立長居公園地下駐車場、市立長居ユースホステル、市立長居プール）を対象として、指定管理に加え、2017年（平成29年）に改正された都市公園法で可能となった、自己資金による既存施設改修・新規施設設置等を行う「魅力向上事業」を一体的に手がける事業者を募集。6グループから応募があり、選定の結果、わくわくパーククリエイト（ヤンマーホールディングス100％出資の子会社）を代表企業とし、セイレイ興産、ヤンマーホールディングス、（一財）大阪スポーツみどり財団、タイムズ24、（公財）大阪ユースホステル協会の計6団体で構成される「わくわくパークプロジェクトチーム」が選定された。指定期間は2021年（令和3年）4月1日から20年間。なお、長居球技場は別途（一社）セレッソ大阪スポーツクラブによる指定管理が行われている。

## 園内施設

### スポーツ施設
- 長居陸上競技場（ヤンマースタジアム長居）
- 長居第2陸上競技場（ヤンマーフィールド長居）
- 長居球技場（ヨドコウ桜スタジアム）
- 長居相撲場
- 長居庭球場
砂入り人工芝コート8面（ナイター照明完備）。
- 長居プール
25m×8コースの屋内プールと、ウォータースライダー付き屋外プール（夏期のみ営業）。
- 長居運動場
夜間照明施設のある1面6,800m2の多目的運動場。軟式野球やソフトボールで利用される。
- 長距離走路
- 長居陸上競技場トレーニングセンター（陸上競技場内）
- サクラダンススタジオ

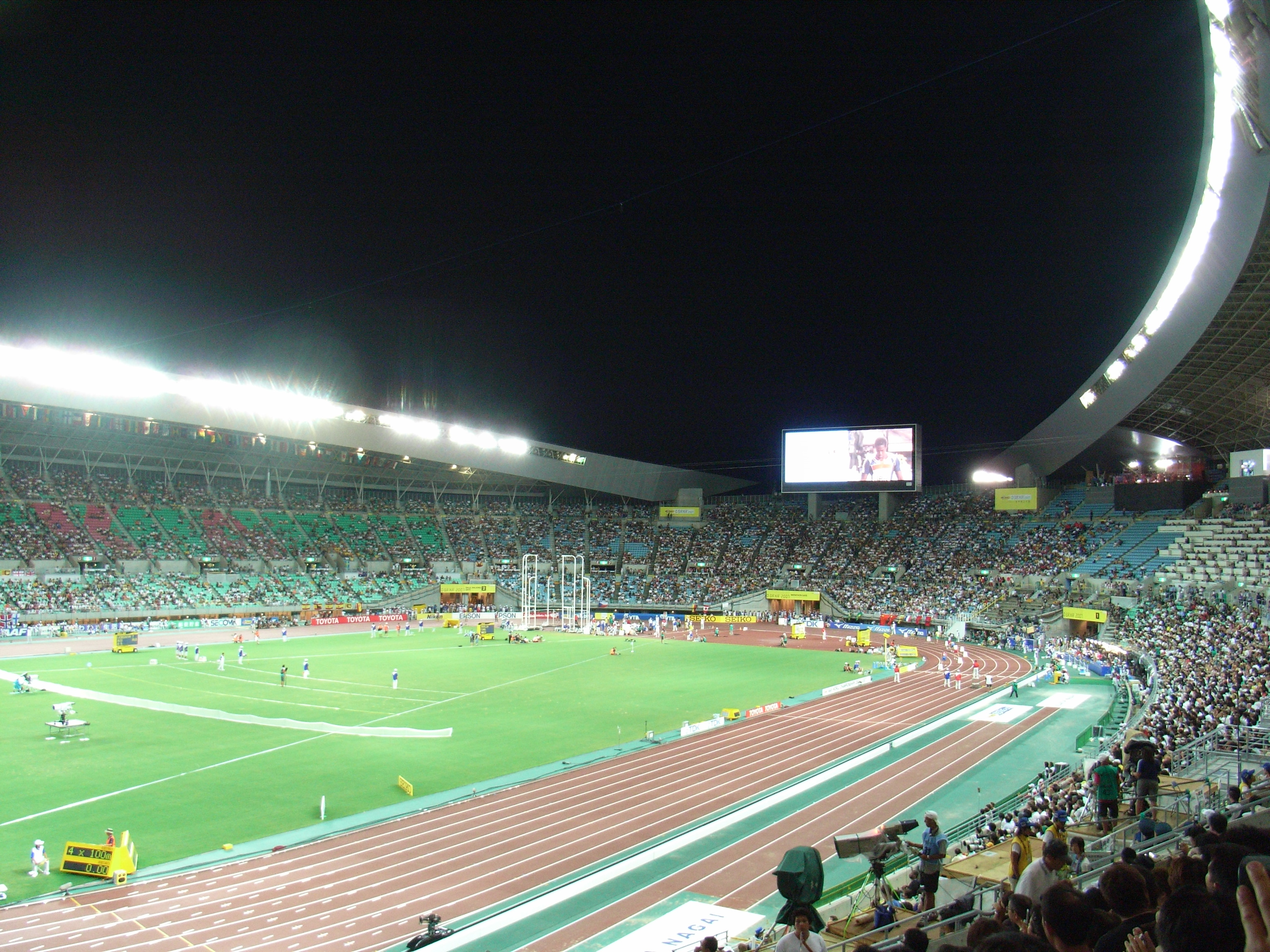
ヤンマースタジアム長居
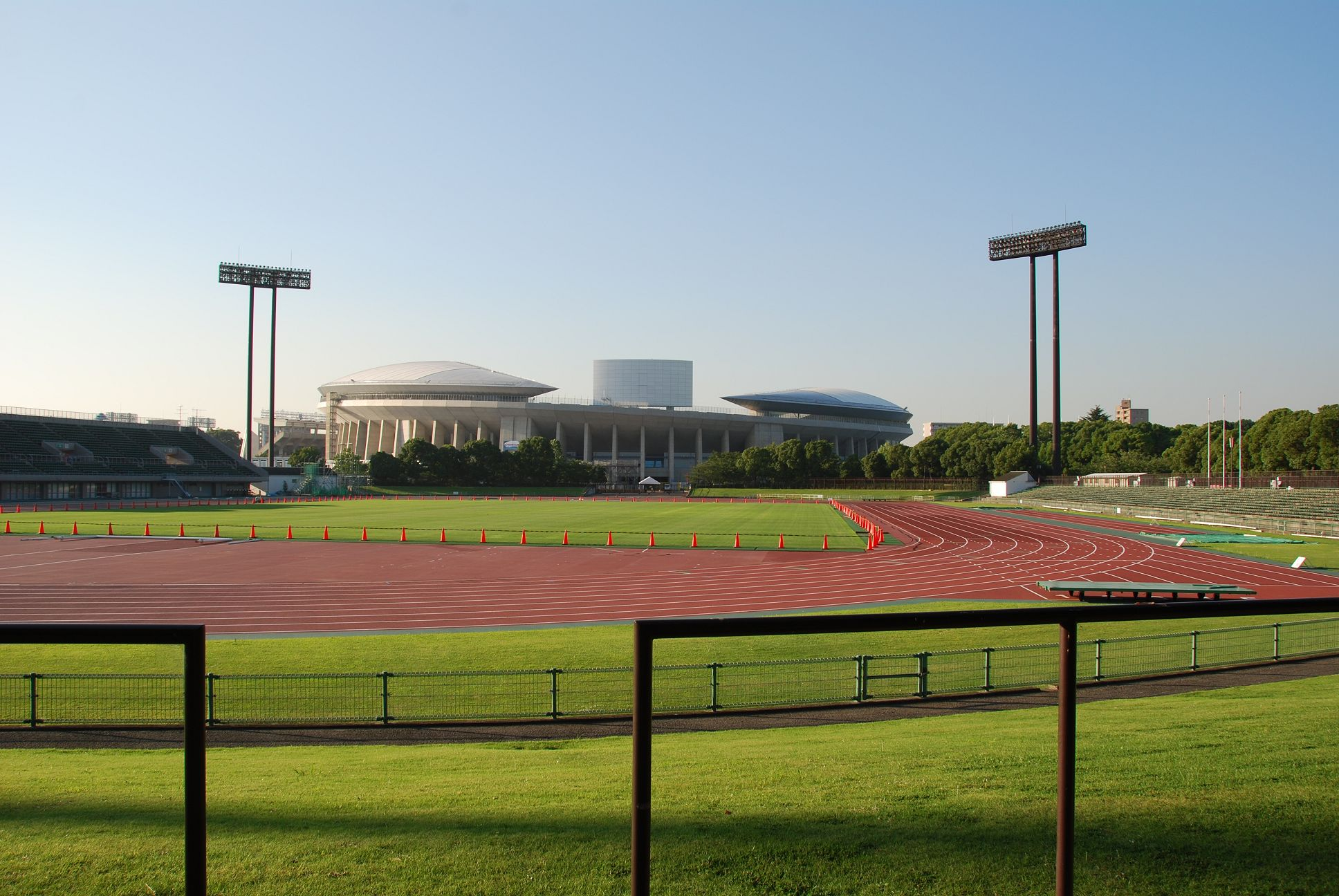
ヤンマーフィールド長居
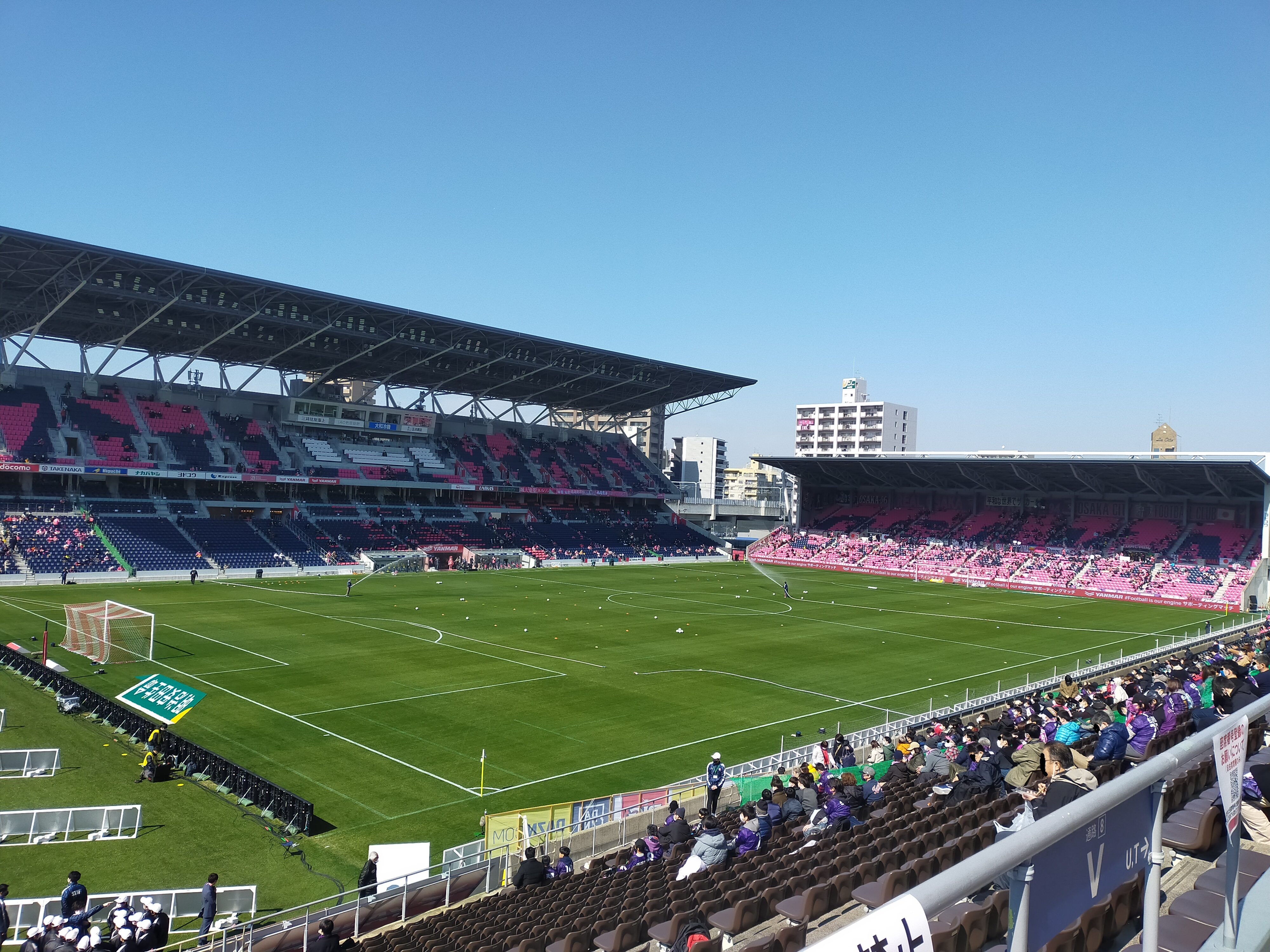
ヨドコウ桜スタジアム
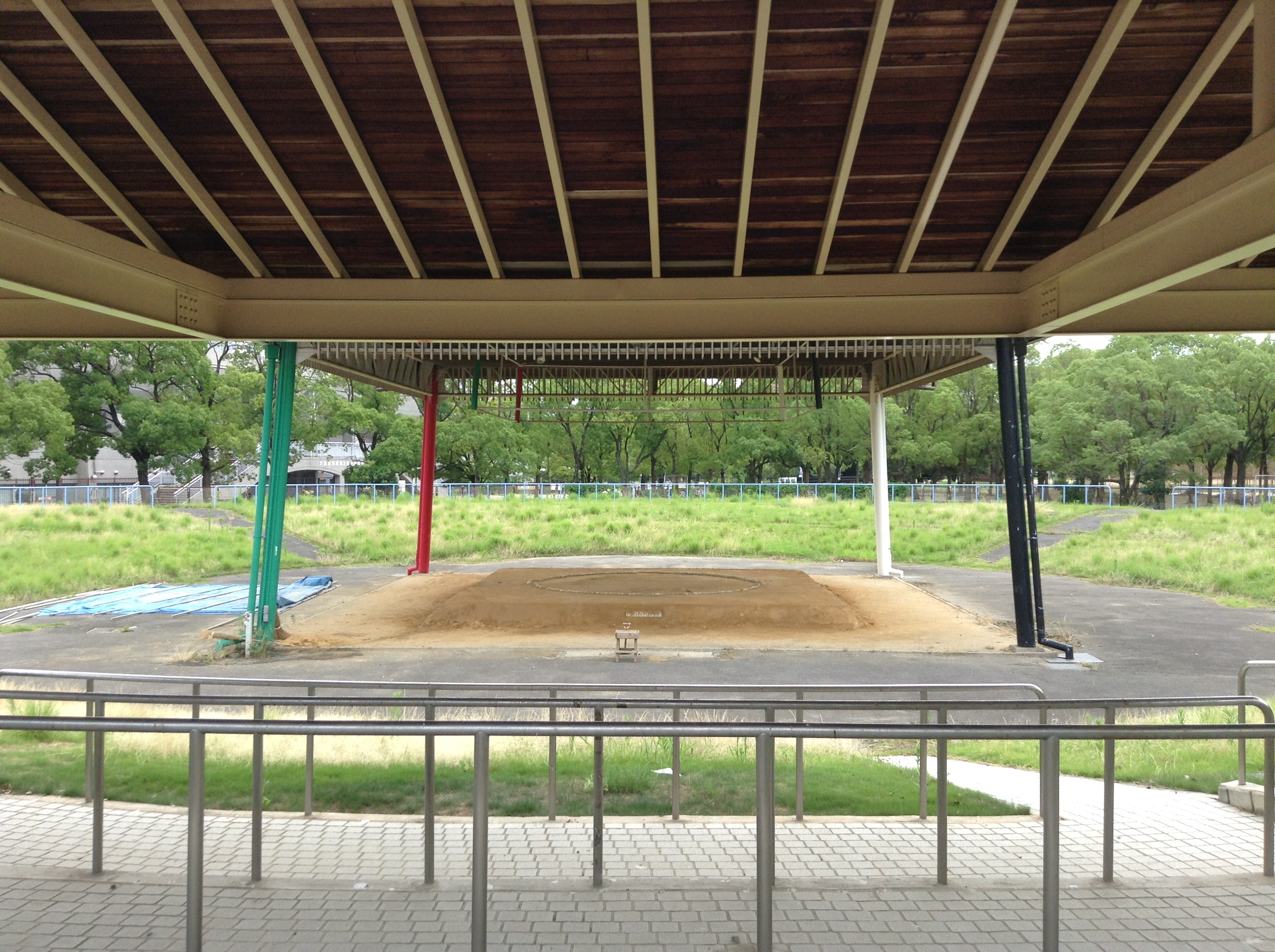
長居相撲場

### みどりの施設

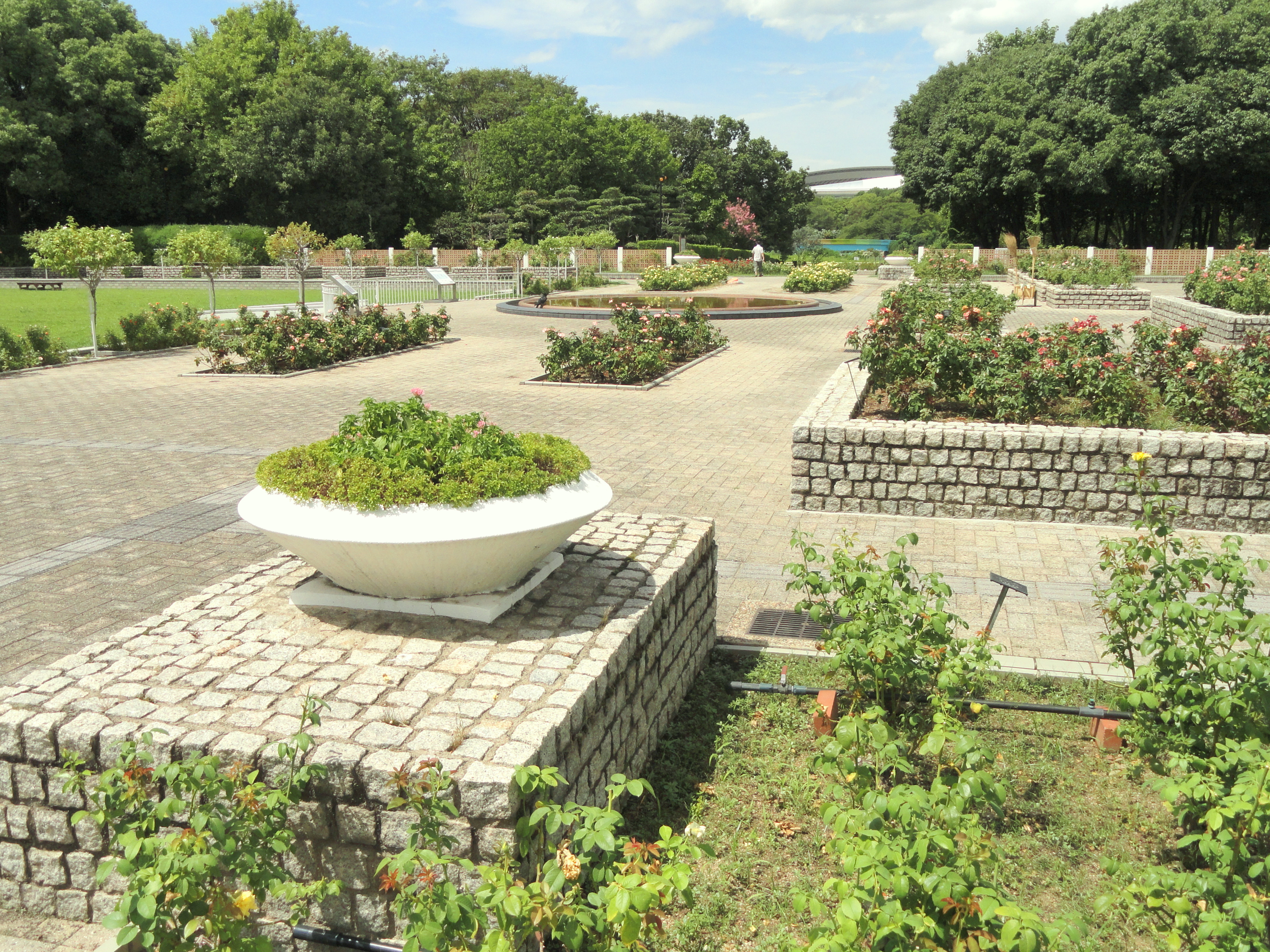
大阪市立長居植物園
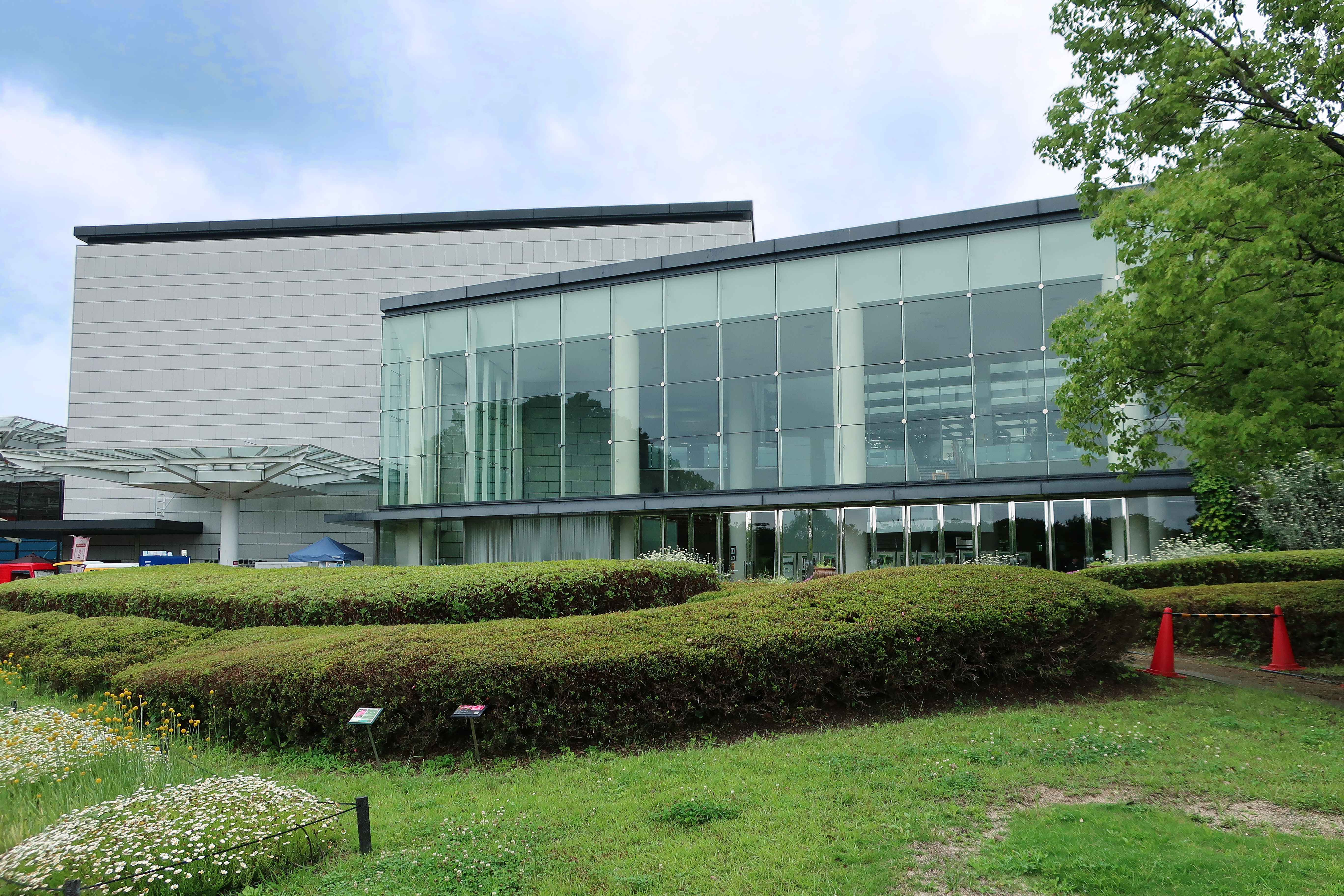
花と緑と自然の情報センター
- 郷土の森
- おもいでの森
- こどもの広場

- 大阪市立長居植物園
- 花と緑と自然の情報センター

### その他の施設

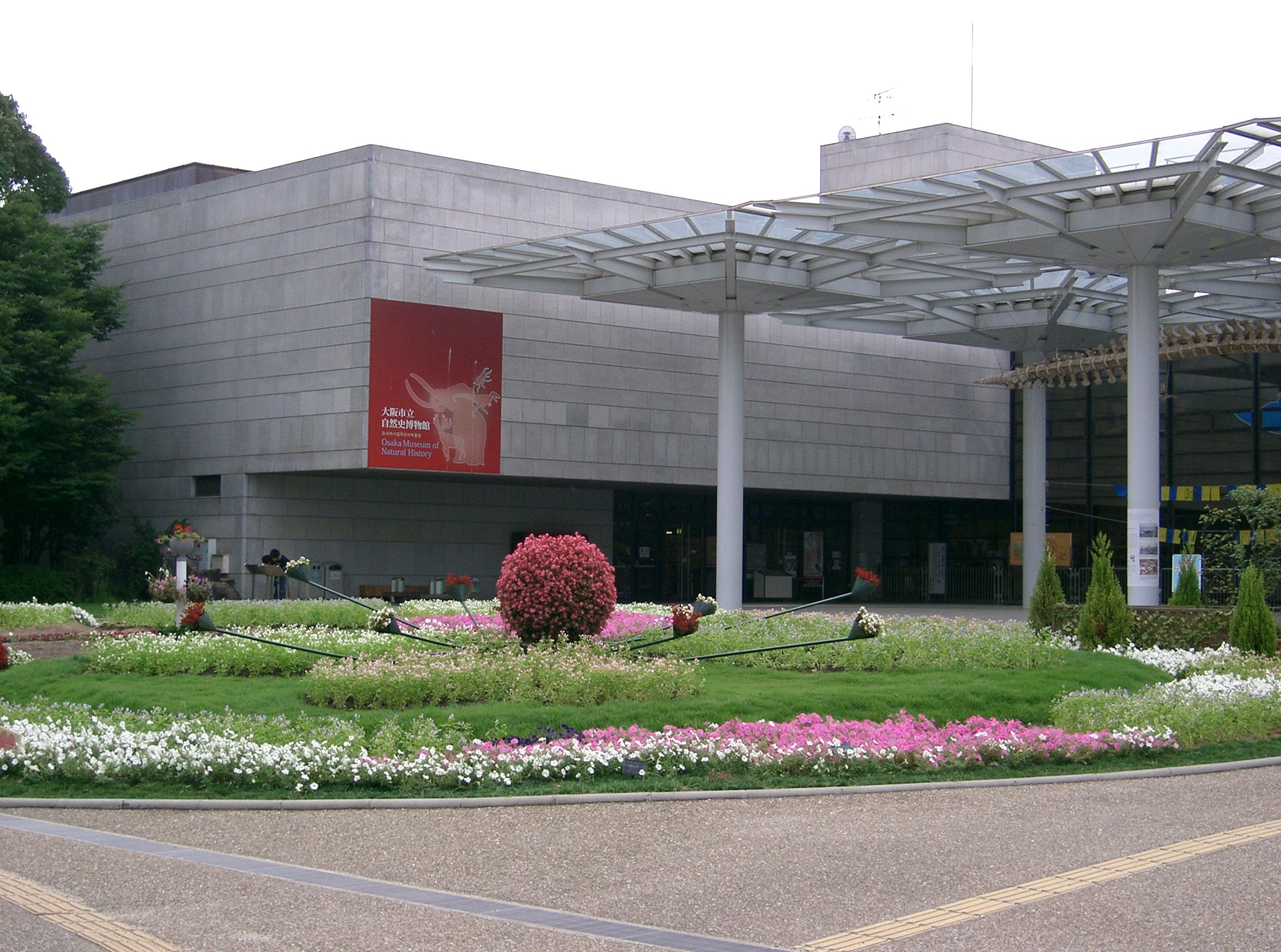
大阪市立自然史博物館
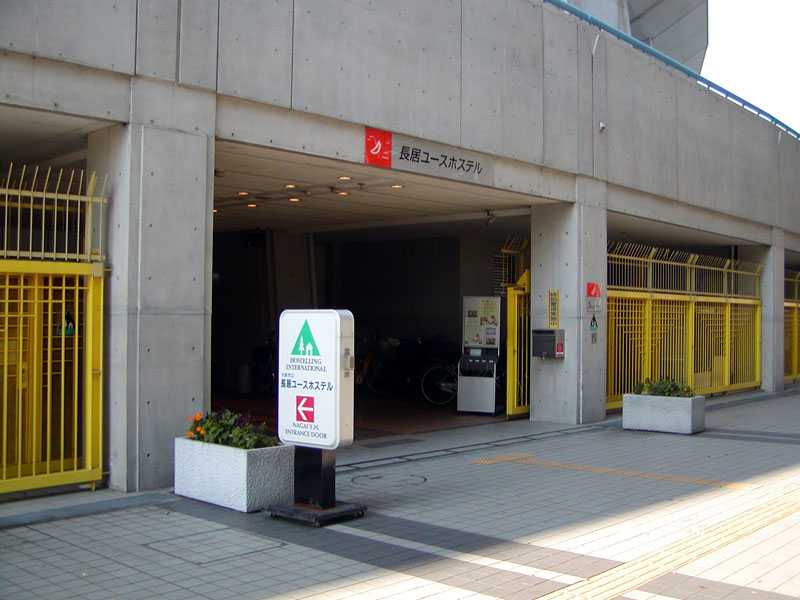
大阪市立長居ユースホステル（陸上競技場内）
- 大阪市長居障害者スポーツセンター

- 大阪市立自然史博物館
- 大阪市立長居ユースホステル

## 駐輪場
- 大阪市長居駅地下自転車駐車場
- 大阪市立駐輪場長居駅東有料自転車駐車場
- 大阪市長居自転車保管所

## アクセス

### 公共交通機関
- Osaka Metro御堂筋線 長居駅3番出口すぐ[9]。
- JR阪和線 長居駅東出口から徒歩で約5分[9]。
- JR阪和線 鶴ケ丘駅東出口から徒歩で約5分[9]。
- 近鉄南大阪線 針中野駅から徒歩で約15分[9]。

### 道路
- 南側 長居公園通
- 西側 あびこ筋（大阪府道28号大阪高石線）
- 東側 長居公園東筋（大阪府道26号大阪狭山線）

## 町名の長居公園
公園区域内では、単独の行政地名（町丁）「長居公園」を形成している。1980年（昭和55年）、東住吉区西長居町・東長居町と西鷹合町1 - 3丁目・鷹合町・矢田矢田部町西通1 - 7丁目・矢田矢田部町中通1 - 7丁目の各一部より成立した。東住吉区の西部に位置しており、北は山坂・南田辺、東は鷹合、南は公園南矢田と住吉区長居東、西は住吉区長居・長居東と接する。

### 学区
市立小・中学校に通う場合、学区は以下の通りとなる。なお、小学校・中学校入学時に学校選択制度を導入しており、通学区域以外に東住吉区の小学校・中学校から選択することも可能。
| 番・番地等 | 小学校               | 中学校             |
| ---------- | -------------------- | ------------------ |
| 全域       | 大阪市立南田辺小学校 | 大阪市立田辺中学校 |

### 事業所
2021年（令和3年）現在の経済センサス調査による事業所数と従業員数は以下の通りである。
| 町丁     | 事業所数 | 従業員数 |
| -------- | -------- | -------- |
| 長居公園 | 12事業所 | 345人    |

### 郵便
- 郵便番号：546-0034[11]（集配局：東住吉郵便局[17]）。

### 注記
1. ↑  町村制施行前の旧：堀村の区域。1889年（明治22年）に周辺の村と共に依羅村として成立、1894年（明治27年）に長居村として分立後に1925年（大正14年）に大阪市に編入[1]。なお、住吉区から東住吉区への分区は1943年（昭和18年）4月1日。